# Austrolebias nigrofasciatus
 Austrolebias nigrofasciatus és un peix de la família dels rivúlids i de l'ordre dels ciprinodontiformes.

## Morfologia
Els mascles poden assolir els 4,3 cm de longitud total.

## Distribució geogràfica
Es troba a Sud-amèrica: sud del Brasil.